# Iapetus (vệ tinh)
Iapetus (phát âm /aɪˈæpətəs/ ) đôi khi được viết là Japetus (phiên âm là /ˈdʒæpɨtəs/) là vệ tinh lớn thứ ba của Sao Thổ (sau Titan và Rhea) và là vệ tinh lớn thứ 11 trong hệ Mặt trời. Iapetus được nhà thiên văn học Giovanni Domenico Cassini phát hiện vào năm 1671. Đây là một vệ tinh hết sức đặc biệt trước hết là bởi vì 2 nửa bán cầu của nó có 2 màu khác nhau rõ rệt. Tiếp đó có thể kể đến một đặc điểm hình dáng rất bất thường và bí ẩn. Đó là một dãy núi cao chạy dọc xích đạo có chiều dài bằng nửa chu vi vệ tinh.

## Phát hiện
Iapetus được nhà thiên văn học người Italia Giovanni Domenico Cassini phát hiện vào tháng 10 năm 1671 ở cạnh phía tây của Sao Thổ. Đầu năm 1672, dự đoán rằng vệ tinh này sẽ xuất hiện lại ở cạnh phía đông của Sao Thổ, ông đã nỗ lực quan sát và tìm kiếm nó nhưng không thành công. Tiếp sau đó ông lại quan sát thấy hiện tượng nói trên xảy ra một lần nữa vào tháng 12 năm 1672 và tháng 2 năm 1673. Trong mỗi lần như vậy, ông bỏ ra 14 ngày quan sát vệ tinh này khi nó dịch chuyển ở cạnh phía tây của Sao Thổ. Tuy nhiên khi quan sát ở cạnh phía đông thì không thấy gì cả. Phải mãi đến năm 1705, sử dụng một kính thiên văn tốt hơn, ông mới nhìn thấy được Iapetus khi nó dịch chuyển bên phần phía đông. Độ rọi của vệ tinh này giữa 2 vị trí phía đông và phía tây Sao Thổ có sự chênh lệch lớn lên tới gần 2 đơn vị.
Từ những kết quả nói trên, Cassini dự đoán rằng Iapetus có một nửa bề mặt có màu sáng và nửa còn lại có màu tối. Do hiện tượng Iapetus luôn chỉ quay một mặt về phía Sao Thổ khi nó quay quanh hành tinh này, khi quan sát thấy nó ở phần phía tây của Sao Thổ, ta sẽ thấy bề mặt sáng màu và khi nó ở phía đông Sao Thổ thì ngược lại. Mặt bán cầu tối màu sau đó được đặt tên là Cassini Regio theo tên của ông.

## Đặt tên
Vệ tinh Iapetus được đặt theo tên vị thần khổng lồ Iapetus trong Thần thoại Hy Lạp, là một vị thần khổng lồ Titan, con trai của Uranus và Gaia. Đến lượt Iapetus lại là cha của Atlas, Prometheus, Epimetheus và Menoetius. Iapetus cũng có tên khác là Saturn VIII.
Lúc đầu Cassini gọi 4 vệ tinh của Sao Thổ mà ông phát hiện ra (Tethys, Dione, Rhea và Iapetus) là Sidera Lodoicea (tiếng La tinh nghĩa là: những vì sao của vua Louis) để vinh danh vua Louis XIV. Tuy nhiên các nhà thiên văn không thích sử dụng cách gọi tên mang tính chất cá nhân như vậy. Lúc đầu họ gọi 4 vệ tinh này là Saturn I, II, III và V (lần lượt theo thứ tự các vệ tinh như trên) cộng thêm Titan là Saturn IV. Sau đó khi phát hiện ra 2 vệ tinh Mimas, Enceladus ở gần Sao Thổ hơn, họ tăng chỉ số ở các vệ tinh này thành III, IV, V và VII. Tiếp đó Hyperion được phát hiện nằm giữa Titan và Iapetus, Iapetus tăng lên thành Saturn VIII. Những tên gọi đó vẫn còn được giữ cho đến ngày nay mặc dù đã có nhiều vệ tinh khác được phát hiện. Như vậy hiện nay, Iapetus còn được gọi là Saturn VIII.
Tên gọi 7 vệ tinh lớn của Sao Thổ mà người ta sử dụng hiện nay được nhà thiên văn học John Herschel (con trai của người đã phát hiện ra 2 vệ tinh Mimas và Enceladus, William Herschel) đặt vào năm 1847 trong tác phẩm Results of Astronomical Observations made at the Cape of Good Hope (Kết quả các quan trắc thiên văn tại mũi Hảo Vọng) của mình. Trong tác phẩm này, ông đã sử dụng tên các vị thần khổng lồ Hy Lạp, tức là các anh chị em của thần Cronos (hay Kronos). Cronos là vị thần trong thần thoại Hy Lạp tương đương với thần Saturn trong thần thoại La Mã. Dạng tính từ trong tiếng Anh của Iapetus là Iapetian (/ˌaɪəˈpiːtiən/) hoặc là Japetian (/dʒəˈpiːtiən/).
Người ta đặt tên các đồi, núi, hố thiên thạch, bồn địa... trên Iapetus theo tên của các nhân vật và địa danh trong sử thi thơ của Pháp Bài hát của Roland (ví dụ như người ta đặt tên các hố thiên thạch là Charlemagne và Baligant theo tên nhân vật trong tác phẩm, hay mặt bán cầu sáng màu được đặt là Roncevaux Terra theo tên một địa danh trong tác phẩm. Ngoại lệ duy nhất chính là Cassini Regio được đặt theo tên người phát hiện.

## Đặc điểm
Iapetus có mật độ tương đối thấp. Điều đó cho thấy có lẽ nó được cấu tạo chủ yếu từ băng. Đá chỉ chiếm một phần nhỏ (cỡ 20%).
Không giống như đa số các vệ tinh, hình dạng chung của Iapetus không phải là hình cầu hay elipsoit mà giống như 2 nửa cầu bị ép lại và có một vành đai nhô cao ở giữa. Vành đai ở đây là một rặng núi rất cao, dài và nổi bật có thể nhận thấy rõ ràng ngay cả khi quan sát vệ tinh ở khoảng cách rất xa. Do đó hình dáng của Iapetus có thể khiến ta liên tưởng đến hình dáng của quả óc chó.
Iapetus có rất nhiều miệng hố thiên thạch. Những bức ảnh chụp bởi Cassini cho thấy những bồn địa lớn ở vùng tối là di tích của các vụ va chạm thiên thạch trong quá khứ. Ít nhất năm trong số các miệng hố này có đường kính trên 350 km. Miệng hố lớn nhất, Turgis có đường kính 580 km. Vành của hố Turgis dốc thằng đứng và có một đoạn sườn dốc cao tới 15 km.

### Hai nửa khác màu

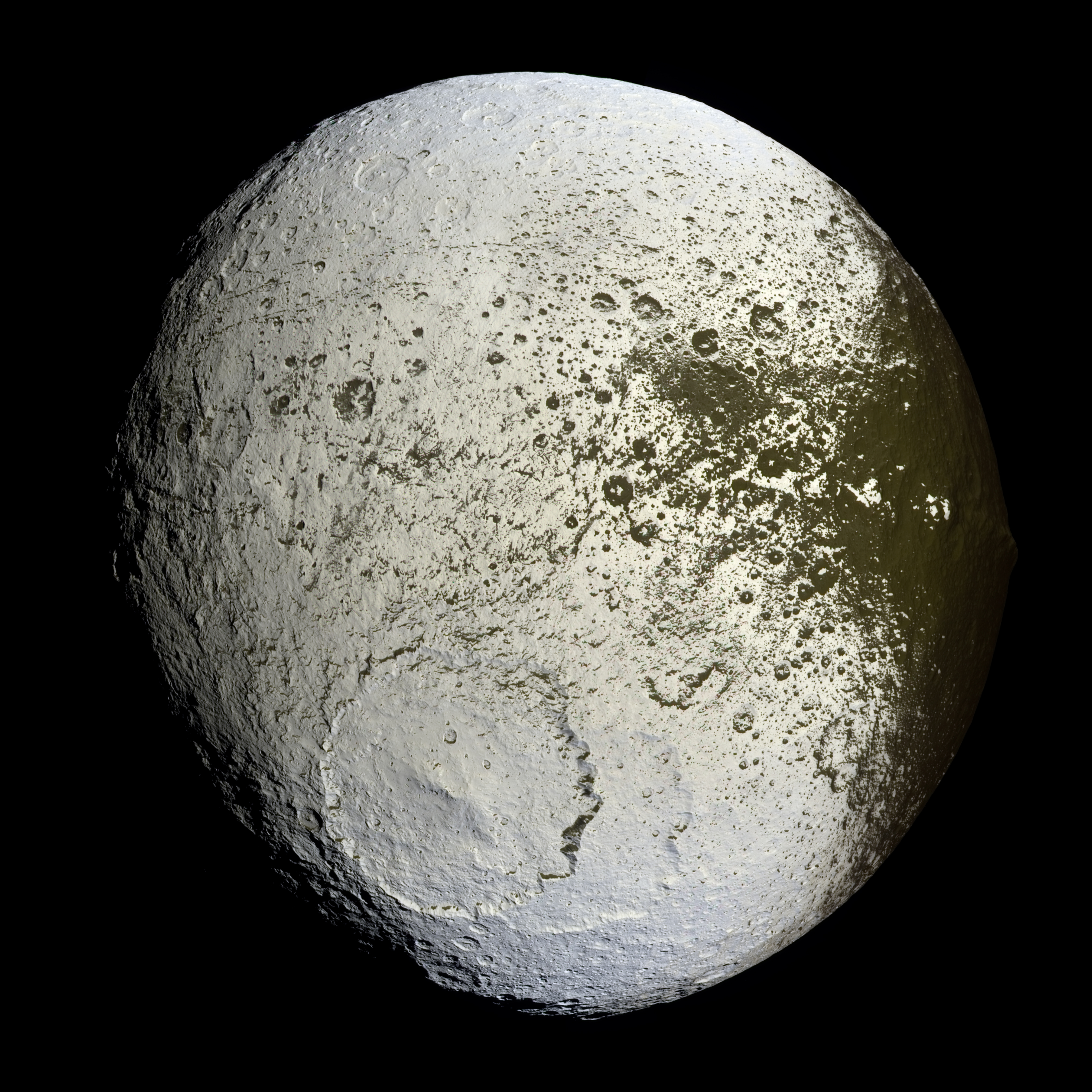
Ảnh Iapetus ghép lại từ nhiều bức ảnh nhỏ chụp bởi tàu Cassini. Trên ảnh là vùng bề mặt sáng màu của Iapetus và một phần của vùng bề mặt tối màu nằm ở phía bên phải

Ngay từ thế kỉ thứ 17, khi Giovanni Cassini chỉ quan sát thấy Iapetus khi nó đang ở phía tây của Sao Thổ và không quan sát thấy nó ở phía ngược lại, ông đã dự đoán chính xác rằng Iapetus luôn quay một mặt về phía Sao Thổ và hơn nữa, 2 nửa quan sát được của Iapetus khi nó ở hai phía khác nhau của Sao Thổ có sự chênh lệch lớn về độ phản xạ. Sau đó điều này đã được khẳng định khi quan sát sử dụng loại kính thiên văn tốt hơn.

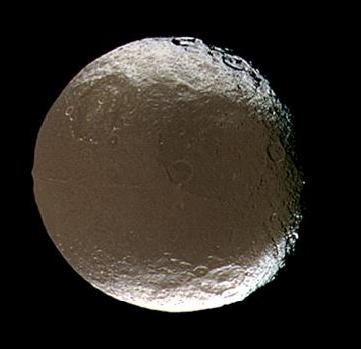
Cassini Regio

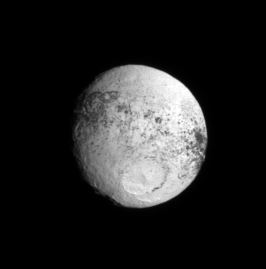
Roncevaux Terra

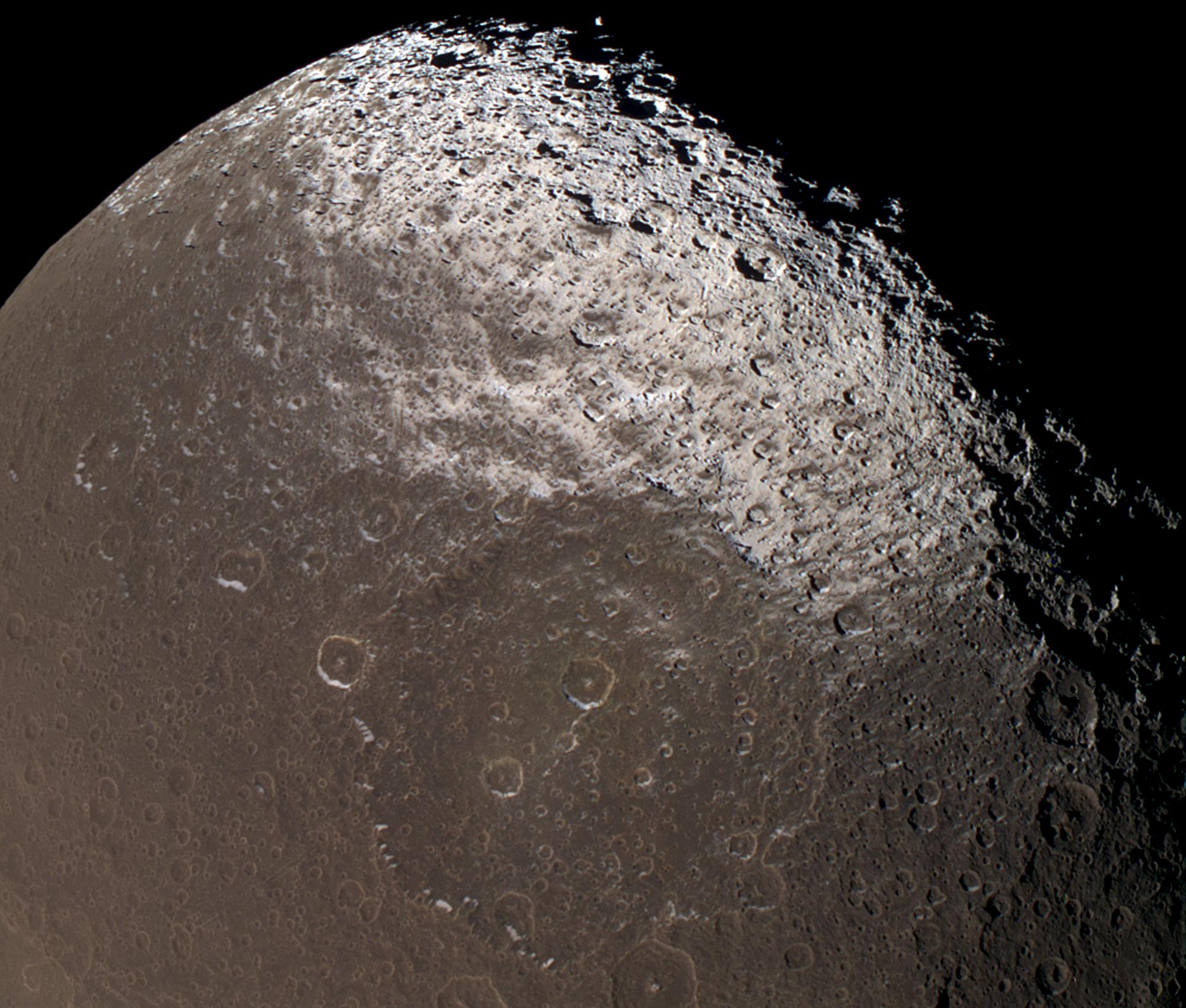
Cận cảnh cực bắc của vệ tinh

Sự khác biệt về màu sắc giữa 2 mặt của Iapetus là cực kì rõ rệt. Trong khi mặt bán cầu hướng theo chiều quay của nó rất tối (suất phản xạ 0,03–0,05), hơi có màu nâu đỏ, mặt bán cầu còn lại và 2 cực lại rất sáng (suất phản xạ 0,5 đến 0,6, tương đương với suất phản xạ của Europa. Vì thế, độ rọi tuyệt đối của bề mặt sáng là 10,2 còn của bề mặt tối là 11,9. Khả năng của những kính thiên văn tốt nhất vào thế kỉ 17 nằm ở khoảng giữa 2 độ rọi này. Chính vì thế, tùy vào mặt nào của Iapetus hướng về phía người quan sát mà người đó có thể nhìn thấy vệ tinh này hay không. 2 màu tối và sáng phân bố tương tự như biểu tượng âm dương hoặc là đường phân cách trên bề mặt quả bóng tennis. Vùng tối được đặt tên là Cassini Regio, vùng sáng là Roncevaux Terra. Những vật chất tối màu nguyên thủy có thể có nguồn gốc từ vũ trụ, nhưng hiện nay chúng là phần sót lại của quá trình thăng hoa băng xảy ra tại vùng có nhiệt độ cao hơn trên bề mặt Iapetus. Chúng chứa những chất hữu cơ tương tự như những hợp chất trên các thiên thạch nguyên thủy hoặc trên bề mặt các sao chổi. Những quan sát trên Trái Đất cho thấy các chất này là hợp chất giàu carbon, và có thể có cả các polyme của HCN.
Ngày 10 tháng 9 năm 2007, tàu thám hiểm Cassini bay cách Iapetus 1.640 km đã cho thấy cả hai nửa bề mặt của vệ tinh này đều có nhiều hố thiên thạch. Ranh giới phân cách giữa 2 vùng là không rõ ràng. Chúng là hỗn hợp của những dải vật chất sáng và tối đan xen. Các dải này có thế có kích cỡ rất nhỏ có khi xuống dưới 30 m. Có vật chất tối màu chứa trong các lòng chảo thấp và vật chất sáng màu trên sườn các miệng hố thiên thạch, nhưng không có sắc thái trung gian như màu xám . Các lớp vật chất sáng và tối màu này ở đôi chỗ cực kì mỏng, chỉ dày vài chục centimet . Chỉ cần một mảnh thiên thạch rất nhỏ cũng đủ sức đào xuyên qua lớp vật chất mỏng phía ngoài và chạm vào phần vỏ băng phía trong.
Các nhà khoa học NASA cho rằng các vật chất tối màu là phần sót lại khi băng nước bị thăng hoa (hóa hơi). Trước hết cần phải thấy rằng Iapetus chu kì tự quay của Iapetus (cũng tức là chu kì quay quanh Sao Thổ) là dài nhất trong số các vệ tinh của Sao Thổ (79 ngày). Vì thế ngay từ khi bề mặt của nó chưa bị phân thành 2 màu riêng biệt, Iapetus cũng đã có nhiệt độ cao nhất vào ban ngày và lạnh nhất vào ban đêm so với các vệ tinh khác của Sao Thổ. Cụ thể nhiệt độ ban ngày ở xích đạo tại vùng tối màu Cassini Regio là 128 K còn tại vùng sáng màu Roncevaux Terra là 113 K. Chênh lệch nhiệt độ tại 2 vùng khiến cho băng có xu hướng bị thăng hoa ở vùng Cassini, vốn có nhiệt độ cao hơn, và lại rơi xuống ở vùng Roncevaux và 2 cực, nơi có nhiệt độ thấp hơn. Sau một quá trình rất dài, Cassini bị mất băng càng lúc càng thẫm màu, trong khi Roncevaux và 2 cực càng lúc càng sáng màu. Do độ phản xạ chênh lệch càng lớn, chênh lệch nhiệt độ tại 2 vùng tăng, càng đẩy mạnh quá trình nói trên. Người ta tính ra rằng, trong thời gian 1 tỉ năm, nếu bỏ qua việc băng thăng hoa từ vùng Cassini rơi xuống vùng Roncevaux, vùng Cassini sẽ bị mất một lớp băng dày 20 m còn vùng Roncevaux chỉ mất 10 cm băng. Sự chênh lệch đó đã trả lời cho các câu hỏi: tại sao bề mặt Iapetus lại có 2 màu phân biệt, tại sao không thấy có màu trung gian và tại sao lớp vật chất bề mặt của Iapetus lại mỏng như thế.
Mặc dù vậy, quá trình hình thành 2 nửa sáng tối của Iapetus cần phải có một chất xúc tác nào đó. Nếu không, quá trình đó sẽ không bao giờ xảy ra. Người ta cho rằng có một vệ tinh nhỏ nào đó trong quá khứ đã bị bắn ra nhiều mảnh vụn nhỏ gần quỹ đạo của Iapetus. Bề mặt hướng theo chiều chuyển động của vệ tinh (chính là bề mặt tối màu hiện nay) đã quét qua các mảnh vụn này, khiến chúng rơi xuống và bắt đầu làm tối màu nửa bề mặt này. Giả thuyết được đưa ra cách đây 30 năm và gần đây lại được nhắc lại sau những quan sát của tàu Cassini.
Cụ thể ta có thể hình dung một vệ tinh nào đó sau một vụ va chạm hoặc sau khi bị các vi thiên thạch bắn phá, đã tạo ra nhiều mảnh vật chất nhỏ. Các mảnh này do bị mất dần quỹ đạo, từ từ rơi xuống bề mặt Sao Thổ theo đường xoắn ốc. Chúng có thể đã bị ánh sáng mặt trời làm cho tối đi (do băng bị thăng hoa). Một phần của những mảnh vụn này đã rơi xuống Iapetus, làm cho một nửa của vệ tinh này có màu thẫm hơn chút ít so với nửa còn lại. Độ phản xạ chênh lệch tạo ra chênh lệch nhiệt độ, và đây chính là chất xúc tác cho quá trình đã đề cập ở trên.

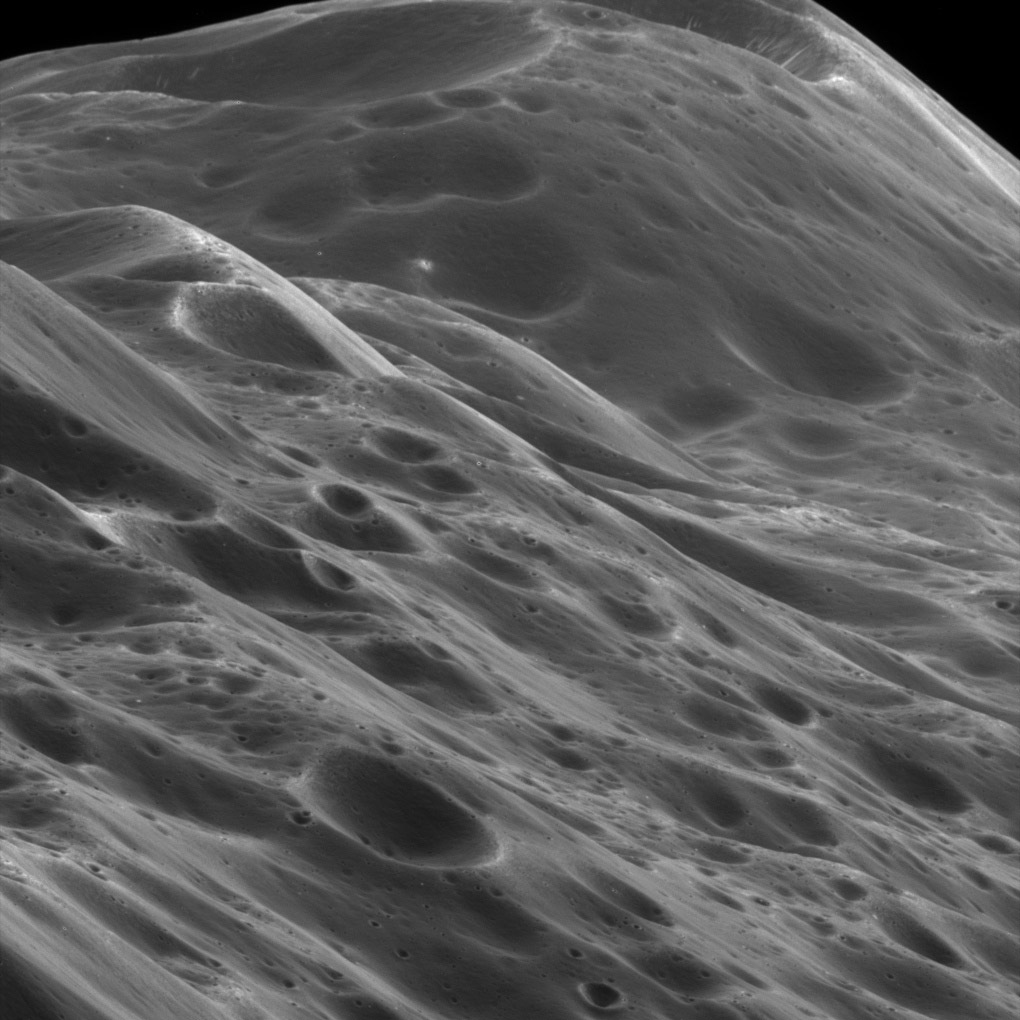
Cận cảnh một đoạn núi có độ cao 10 km của dãy núi dọc xích đạo ở vùng bề mặt tối của Iapetus

Hiện nay người ta cho rằng nguồn cung cấp những mảnh vụn vật chất này là Phoebe, vệ tinh lớn nhất ở phía ngoài Iapetus. Mặc dù vật chất bề mặt của nó khá sáng màu (gần với màu sắc của Iapetus ở bề mặt sáng hơn là ở bề mặt tối) nhưng các mảnh vụn từ nó vẫn đủ để tạo ra sự khác biệt về suất phản xạ giữa 2 bề mặt Iapetus. Các mảnh vụn này sau một thời gian dài đã bị che lấp bởi quá trình thăng hoa.

### Hình dáng
Tính toán hiện tại đưa ra bán kính theo 3 chiều của Iapetus là 747,1 × 749 × 712,6 km. Bán kính trung bình sẽ là 736 ± 2 km. Mặc dù vậy, những kết quả này chưa thật sự chính xác vì toàn bộ bề mặt của Iapetus chưa được chụp ảnh với độ phân giải đủ cao. Có một điều lạ là để có được độ dẹt như hiện tại, Iapetus cần phải quay rất nhanh với chu kì khoảng 10 tiếng, trái với chu kì rất chậm hiện tại. Giải thích cho hiện tượng này, người ta cho rằng lúc đầu vệ tinh có tốc độ quay rất lớn và có hình dạng như hiện tại. Hình dạng này bị giữ nguyên sau khi lớp vỏ Iapetus cứng lại một thời gian sau khi nó hình thành. Sau đó, tốc độ của Iapetus mới dần chậm lại cho tới khi nó bị khóa lại luôn hướng một mặt về phía Sao Thổ.

### Dãy núi xích đạo

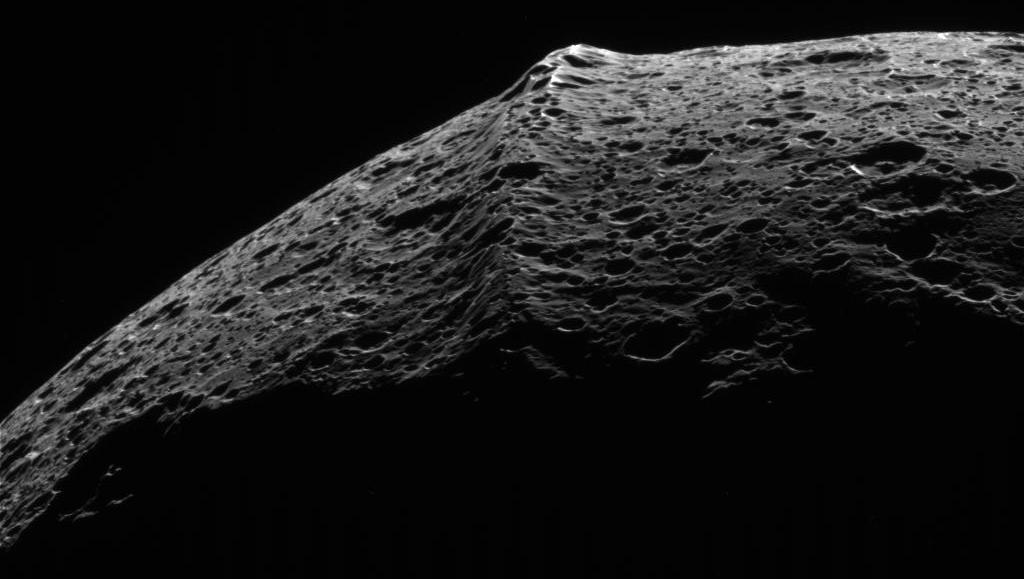
Dãy núi dọc xích đạo

Một điều bí ẩn khác của Iapetus là rặng núi cao tại vùng Cassini Regio, chạy dọc theo xích đạo. Rặng núi này dài 1.300 km, rộng 20 km và cao tới 13 km
Within the bright Roncevaux Terra there is no ridge, but there are a series of isolated 10 km peaks along the equator.. Nó được phát hiện khi tàu Cassini chụp ảnh vệ tinh vào ngày 31 tháng 12 năm 2004. Một số đoạn của rặng núi cao tới trên 20 km. Rặng núi đã hình thành nên một hệ thống rất phức tạp gồm các đỉnh núi cô lập, nhưng đoạn liên tục dài trên 200 km và những đoạn có 3 rặng núi chạy song song. Ở vùng sáng màu Roncevaux Terra không có rặng núi tương tự nhưng có một dãy các đỉnh núi cô lập cao tới 10 km cũng dọc theo xích đạo. Các rặng núi có rất nhiều chỗ bị bắn phá bởi thiên thạch. Điều đó cho thấy chúng được hình thành rất sớm, khi mật độ bắn phá thiên thạch còn rất cao. Do hình dáng nổi bật của rặng núi này, Iapetus trông giống như một quả óc chó.
Hiện tại người ta vẫn chưa có câu trả lời cho câu hỏi: rặng núi này được hình thành như thế nào; và tại sao nó lại chạy dọc theo xích đạo. Có ít nhất 3 giả thuyết được đưa ra, nhưng không có giả thuyết nào có thể trả lời tại sao rặng núi này chỉ chạy trên vùng Cassini Regio.
1. Nhóm các nhà khoa học hợp tác với dự án Cassini cho rằng rặng núi là kết quả từ giai đoạn đầu trong quá trình hình thành Iapetus. Ở giai đoạn này, vệ tinh này quay rất nhanh, có hình dạng khá dẹt[28]. Độ cao của rặng núi cho thấy chu kì quay của vệ tinh không thể vượt quá 17 giờ trong giai đoạn này. Nếu như Iapetus lạnh đi đủ nhanh để duy trì hình dáng của rặng núi nhưng vẫn đủ độ đàn hồi để khiến cho nó biến dạng dưới lực hút của Sao Thổ và bị giảm dần tốc độ cho đến khi chu kì tự quay của nó bằng chu kì quay quanh Sao Thổ như ngày nay, cần phải có sự gia nhiệt bởi quá trình phân rã phóng xạ của aluminium-26. Đồng vị này xuất hiện rất nhiều trong đám tinh vân hệ mặt trời (tinh vân đã hình thành nên hệ mặt trời hiện tại), nhưng sau đó chúng đã bị phân rã hết. Lượng aluminium-26 cần có để làm nóng Iapetus tới nhiệt độ cần thiết đã chỉ ra rằng thời điểm hình thành của Iapetus có lẽ sớm hơn so với các tiểu hành tinh khoảng 2 triệu năm.

1. Giả thuyết thứ 2 cho rằng rặng núi có lẽ được hình thành từ băng nằm dưới bề mặt Iapetus bị đẩy trồi lên và rắn lại. Nếu như lúc đầu rặng núi này không nằm ở xích đạo, có thể trục quay của Iapetus đã bị thay đổi khiến cho xích đạo dịch chuyển đến đúng vị trí của nó.

1. Giả thuyết thứ 3 cho rằng lúc đầu Iapetus có một vành đai quay xung quanh. Điều này là có thể trong thời kì đầu của Iapetus vì vệ tinh này cách khá xa Sao Thổ, do đó vùng Hill (vùng mà lực hấp dẫn của Iapetus mạnh hơn so với Sao Thổ) tương đối lớn. Vành đai này có thể đã rơi xuống xích đạo của Iapetus tạo ra rặng núi hiện tại[29]. Tuy nhiên giả thuyết này vấp phải vấn đề là rặng núi xích đạo có vẻ rất cứng và vững chắc, khó có thể là kết quả của sự tích tụ các thiên thạch. Hơn nữa, những bức ảnh gần đây cho thấy những vết nứt địa tầng chạy dọc theo rặng núi. Đó là bằng chứng rõ ràng chống lại giả thuyết này[22].

### Nhiệt độ
Nhiệt độ tại xích đạo tại vùng bề mặt tối của vệ tinh có thể lên tới 130 K (−143,2 °C hoặc −226 °F). Vùng bề mặt sáng hấp thụ ít nhiệt lượng hơn, chỉ có thể lên đến nhiệt độ 100 K (−173,2 °C or −280 °F).

## Quỹ đạo

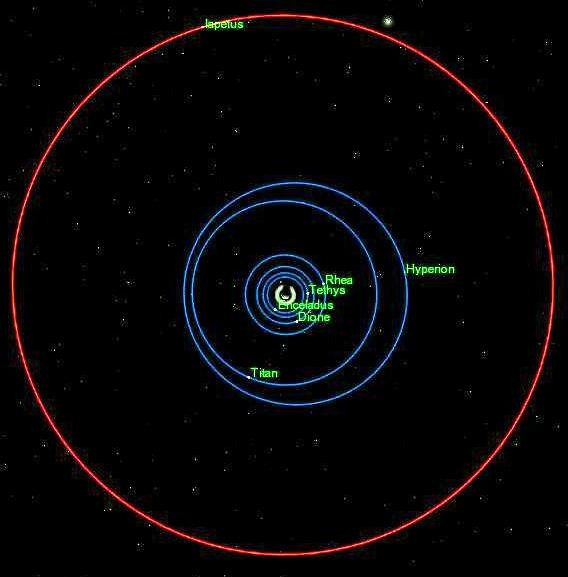
Quỹ đạo của Iapetus (màu đỏ) nhìn từ trên xuống so sánh với quỹ đạo của các vệ tinh lớn khác

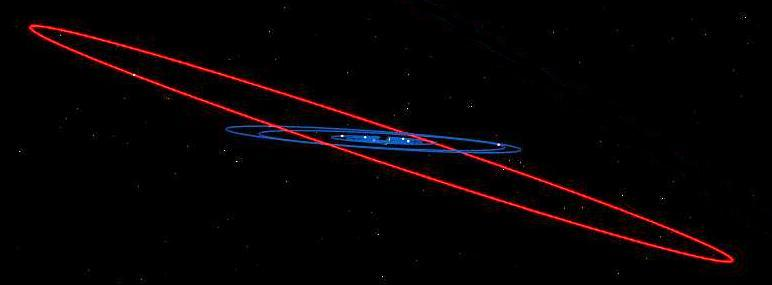
Quỹ đạo của Iapetus (màu đỏ) nhìn từ phía bên cạnh so sánh với quỹ đạo của các vệ tinh lớn khác cho thấy góc nghiêng rất khác thường

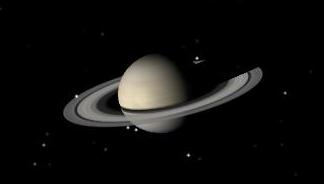
Ảnh mô phỏng được thực hiện bởi máy tính cho thấy hình ảnh của Sao Thổ nhìn từ Iapetus khi nó ở điểm thấp nhất trong quỹ đạo. Vành đai của Sao Thổ có thể nhìn thấy rất rõ bởi góc nghiêng quỹ đạo lớn của Iapetus

Quỹ đạo của Iapetus tương đối khác thường. Mặc dù là vệ tinh lớn thứ ba của Sao Thổ, quỹ đạo của nó rất xa so với vệ tinh lớn nằm gần nó nhất là Titan. Nó cũng là vệ tinh có quỹ đạo nghiêng nhất so với xích đạo của Sao Thổ trong số các vệ tinh thông thường. Chỉ có những vệ tinh bất thường ở phía ngoài như Phoebe mới có quỹ đạo nghiêng hơn so với Iapetus. Nguyên nhân của hiện tượng này đến nay vẫn chưa được giải thích.
Với khoảng cách lớn và quỹ đạo nghiêng, Iapetus là vệ tinh duy nhất trong các vệ tinh lớn của Sao Thổ có thể nhìn thấy rõ rành vành đai của nó. Ở các vệ tinh lớn khác, người quan sát chỉ có thể nhìn thấy một dải rất hẹp và mờ. Sao Thổ xuất hiện trên bầu trời Iapetus dưới góc nhìn 1°56' (gấp 4 lần so với Trái Đất nhìn từ Mặt Trăng).

## Thám hiểm
Tàu thám hiểm Cassini đã rất nhiều lần chụp ảnh Iapetus từ khoảng cách trung bình. Mặc dù vậy, do quỹ đạo xa bất thường của mình, tàu Cassini rất khó đến gần được Iapetus. Lần đến gần Iapetus duy nhất của Cassini là vào ngày 10 tháng 9 năm 2007. Cassini chỉ cách Iapetus khoảng 1227 km. Hiện chưa có kế hoạch cho những lần tới gần tiếp theo.